# Profeminismo
El profeminismo es una corriente social de apoyo a la causa del feminismo. No implica que los seguidores sean necesariamente miembros del movimiento feminista. El término se aplica con mayor frecuencia a hombres que impulsan activamente el movimiento y sus esfuerzos por lograr equidad política, económica, cultural, personal y social de mujeres y hombres. Una cantidad considerable de hombres profeministas están involucrados en activismo político, mayormente en lo referente a equidad de género, derechos de las mujeres y violencia contra las mujeres.
Como la teoría feminista obtuvo adeptos a hombres que en el decenio de 1960 participaban en grupos de concienciación creciente, estos grupos se diferenciaron por preferencias respecto de corrientes de feminismo y enfoques políticos particulares. La aplicación de la etiqueta de «feminista» a hombres se presta a debate. Se ha opinado que el término «feminismo» se reserva a mujeres que padecieron la desigualdad y la opresión que este –ismo procuró abordar. En respuesta a esta objeción, varios grupos acuñaron y defendieron términos como antisexismo y profeminismo. En la mayoría de las naciones del mundo occidental hay grupos de varones profeministas. Sus actividades incluyen trabajo contra la violencia a niños y varones jóvenes en escuelas, en las cuales ofrecen talleres respecto al acoso sexual en lugares de trabajo, y ejecutan campañas de educación de la comunidad y de asesoramiento sobre agresores masculinos violentos.
Los profeministas también están involucrados en salud del varón, estudios de las masculinidades, desarrollo de planes de estudios de equidad de género en escuelas, y muchas tareas más. Los hombres profeministas que impulsan el movimiento de la antipornografía participan en activismo y en legislación contra esta actividad.
En ocasiones, el término «profeminista» también lo utilizan personas que comparten los principios feministas o que abogan a favor de sus causas, pero que, per se, no se consideran a sí mismos feministas. También lo utilizan quienes no se identifican –o no desean que otros les identifiquen– con el movimiento feminista. Algunas personas desean no referirse a los hombres como «feministas» en absoluto, sino como «profeministas», incluso si los varones en cuestión se refieren a sí mismos como «feministas». Se critica a los hombres «profeministas» que se niegan a identificarse como feministas. La mayoría de los grupos feministas importantes, en particular la Organización Nacional de la Mujer y la Feminist Majority Foundation, se refieren a activistas masculinos como feministas, en vez de profeministas.[cita requerida]

## Varones profeministas
Los hombres respondieron en una variedad de modalidades a la primera ola del feminismo y a los cambios sociales de finales del siglo XIX y principios del 20 en Estados Unidos. Hombres profeministas acogieron ideas feministas y abogaron activamente por la igualdad femenina. Mientras antifeministas «articularon un anhelo nostálgico de la aldea tradicional preurbana, preindustrial, la posición profeminista se articuló con creencia en el potencial liberador de la modernidad».
En esencia, en virtud de su fe en la ciencia y en el progreso, los profeministas opinaban que «el sufragio no era más que una expresión pública del desafío feminista al orden social que unía a mujeres y a hombres a condiciones sociales represivas» y que, a largo plazo, para los estadounidenses de ambos sexos sería una inmensa ganancia.
Algunos consideran que los varones profeministas constituyen una corriente del moderno movimientos de hombres, simpatético con el feminismo. Los profeministas procuran añadir voces masculinas al feminismo y abogar por cambios en mujeres y hombres en sus relaciones de género y estructuras sociales, políticas e institucionales. Algunas feministas sostienen que la inclusión del varón en el movimiento feminista es necesario para la universalización y relevancia futura de tal movimiento.
Marge Piercy (1969) argumentó que, a pesar de condiciones y acciones dudosas, hombres políticos liberales a veces se adhieren a demandas feministas para obtener votos. A menudo, los profeministas son activistas sociales, como August Bebel.

## Frente a la violencia contra las mujeres
Algunos profeministas han participado en prevención de violencia contra la mujer y en apoyo a sus sobrevivientes. Activistas contra la violencia trabajan en centros de acogida para mujeres maltratadas, asesoramiento a sobrevivientes, rehabilitación de los perpetradores y divulgación de conciencia del problema. Muchos activistas varones apoyan estas campañas contra la violencia en dos frentes fuertes:
- Violencia contra las mujeres, que afecta a todas las personas, independientemente de su sexo.
- Deber de prestar más atención a los entornos sociales que propician perpetradores. Activistas[7][8] también han analizado los factores culturales que contribuyen a la violencia contra las mujeres.

En respuesta a la masacre de la Escuela Politécnica de Montreal, en Montreal, Quebec, Canadá, se fundó la Campaña del Lazo Blanco. El objetivo del movimiento es difundir el conocimiento acerca del tema de la violencia contra las mujeres mediante educación de los hombres acerca del problema.

## Rechazo a la violación
Aunque la participación de hombres en el activismo antiviolación en las campañas estadounidenses sigue siendo poco común, algunos han demostrado ser valiosos aliados en refugios, grupos de apoyo y equipos de respuesta a la violación. Algunos activistas varones afirman que sus esfuerzos se enfrentan a desconfianza y a ira.
En mucha literatura acerca de activistas masculinos contra la violación se narra que en algunos surgen súbitas epifanías (revelaciones) acerca del impacto emocional y psicológico que la violación inflige a sus víctimas. Estudiosos del tema suelen afirmar que, con el propósito de poner fin a tal agresión y a la violencia contra las mujeres, los hombres deben tomar conciencia de estos problemas, y que de lo contrario no hay esperanza de erradicar la violación.
Además de las luchas que enfrentan los hombres como parte de su trabajo con el activismo antiviolación, muchos varones claridosos despotrican respecto de los costos sociales de informes de violación, específicamente que son vistos como no masculinos. La desviación de los hombres respecto de la masculinidad hegemónica puede conducir a exclusión de sus pares masculinos. Activistas varones afirman que, a menos que la masculinidad se pueda redefinir para incluir tanto el cuidado de las mujeres y su vulnerabilidad por problemas emocionales como la violación, los hombres seguirán evitando la adopción de medidas contra este delito.

## Frente a la pornografía
Algunos estudiosos profeministas creen que la representación gráfica de la sexualidad en la pornografía ha contribuido al aumento de la violencia sexual, la misoginia y la perpetuación de la desigualdad entre ambos sexos. Sugieren que la normalización de los actos sexuales dominados por hombres violentos y degradantes ha inducido a los usuarios de la pornografía a incorporar violencia en sus propias vidas.
Los profeministas pueden afirmar que estas tendencias en la pornografía repercuten en aumento de actos de violencia sexual y que contribuyen a la normalización de la cultura de violación. Al igual que en algunas zonas del feminismo, los profeministas también pueden creer que la pornografía reduce a las mujeres y a las adolescentes a objetos sexuales.

## Creencias básicas
Como no existe un movimiento social centralizado, la motivación y los objetivos de los profeministas son diferentes. En un sitio web profeminista se afirma que entre esas motivaciones están:
- Simpatía por el feminismo que gira en torno a una aceptación simple que hombres y mujeres son iguales y por lo tanto se les debe tratar por igual. Es decir: las mujeres deberían tener acceso a puestos de trabajo y áreas de la vida pública como los varones.
- Compromiso apasionado y profundo que ha cambiado todos los rincones de su vida.
- «...cuestionamiento radical de los modelos occidentales tradicionales de pensamiento, de las maneras en que estos privilegios masculinos determinan modos de ser y de conocimiento».[13]

Los temas sobre los que las profeministas suelen hacer campaña incluyen la violencia contra las mujeres, el machismo, las desigualdades salariales y de ascensos laborales, la trata de personas con fines sexuales y el derecho de las mujeres a métodos anticonceptivos. Los hombres profeministas que apoyan a las feministas antipornografía también hacen campaña contra la pornografía.
Los profeministas que apoyan a las feministas antipornografía también hacen campaña contra esta actividad. En general creen que:
- Las mujeres sufren desigualdades e injusticias en la sociedad, y que los hombres reciben diversas modalidades de poder y privilegio.
- El dominante modelo de virilidad o masculinidad actual es opresivo para las mujeres y, a la vez, limitante para los propios varones.
- Los varones deben asumir la responsabilidad de sus propios comportamientos y actitudes y trabajar para cambiar las relativas a los hombres en general.
- Tanto el cambio personal como el social son vitales.[cita requerida]

Dentro del feminismo como entre los profeministas hay diversidad sustancial y, en el feminismo, además, desacuerdo. Por ejemplo, existe discordancia en el grado en que a los hombres también se les limita o se les perjudica por las relaciones sociales de género. Algunos hombres subrayan el privilegio recibido por el hecho de ser varones en una sociedad patriarcal o machista. Otros enfatizan que las modalidades de los roles de género establecidos por una sociedad patriarcal constriñen tanto a hombres como a mujeres.[cita requerida]
Algunos profeministas argumentan que quienes hacen hincapié en esta última, o que incluso afirman que, tal como las mujeres, los hombres también están "oprimidos", en realidad no son –o no son suficientemente– profeministas. Otros hacen distinción entre "profeministas radicales" y "profeministas liberales", y resaltan sus similitudes y compromisos compartidos.[cita requerida]
Los profeministas normalmente reconocen también la importancia de otras modalidades de injusticia y otros tipos de relaciones sociales. Asumen que la clase, la raza, la sexualidad, la edad y otras tales cosas son influencias importantes en las relaciones entre (e intra) hombres y mujeres. Profeministas políticamente activos han tendido a concentrarse en una serie de asuntos específicos, como la violencia varonil.[cita requerida]

### Escritos y supuestos incipientes
Los primeros escritos en los EE. UU. que el movimiento de hombres profeministas ha identificado como antecedentes de su pensamiento incluyen:
- A Book of Readings for Men against Sexism (Un libro de Lecturas para Hombres contra el Sexismo), de Jon Snodgrass.
- Men's Lives (Vidas de hombres), colección de ensayos de Michael Kimmel y Michael Messner.
- The Myth of Masculinity (El mito de la masculinidad), de Joseph Pleck.

Tres supuestos básicos de estos textos son:
- Distinción entre sexo y género.
- Tratamiento de género como convención social.
- Suposición de que los hombres resultan perjudicados por roles de género proscriptivos.

Sobre la base de este último supuesto, en tales textos se asumió un corolario: si los hombres hubieran sido conscientes de estas condiciones, habrían renunciado a sus privilegios sociales.

## El profeminismo en comparación con el feminismo
En parte, feministas y profeministas creen inapropiado que hombres se autodenominen «feministas». Este argumento reviste variantes:
- El feminismo es un movimiento y un cuerpo de ideas desarrolladas por, para y acerca de mujeres.
- Los hombres nunca pueden saber, a cabalidad y en carne propia, lo que se siente ser mujer.[cita requerida]
- Al llamarse a sí mismos feministas, los hombres podrían adelantarse y tomar el control del movimiento feminista y, por lo tanto, sofocar preocupaciones y voces de las mujeres.[15]

Dentro de este «movimiento» también hay desacuerdo interno, por ejemplo con movimientos socialistas, conflictos antirracistas, etcétera. Quienes afirman que la etiqueta de «feminista» puede aplicarse por igual a hombres y a mujeres, a menudo advierten que los argumentos esgrimidos por los defensores del término «profeminista» se basan en nociones de determinismo biológico y esencialismo, pero en realidad son contrarios a los principios feministas.
Una clara distinción entre «feminista» y «profeminista» también se dificulta por personas transexuales y transgénero, cuyos cuerpos de género mutado y su rendimiento (en el sentido que Judith Butler define este concepto) causan que incluso la distinción biológica más básica entre las categorías de hombres y mujeres sea tarea difícil. Los profeministas dicen ser antisexistas y antipatriarcales, pero argumentan que no son antimasculinistas. Algunos creen que en los varones existe potencial para el bien y que dentro del movimiento de los hombres hay así mismo factibilidad de "contragolpe", para que el movimiento gire hacia la defensa de lo que consideran privilegio y posición de los machos.[cita requerida]
Algunos opinan que esto ya ha ocurrido. Mientras que todos los profeministas asumen que los hombres deben actuar para desmantelar la injusticia de género, algunos argumentan que un movimiento varonil no es la manera idónea de hacerlo. Abogan por el contrario, que los profeministas instituyan alianzas y coaliciones con otros grupos y movimientos progresistas (como feminismo, liberación de gais y lesbianas, movimientos de izquierda y socialistas o luchas antirracistas.[cita requerida]